# Lustrafjord
De Lustrafjord is een 42 km lange fjord bij Luster in de provincie Vestland in Noorwegen.
De Lustrafjord is een zijarm van de Sognefjord en heeft op zijn beurt de Gaupnefjord als zijarm. Aan de Lustrafjord liggen Skjolden, Luster en Gaupne.

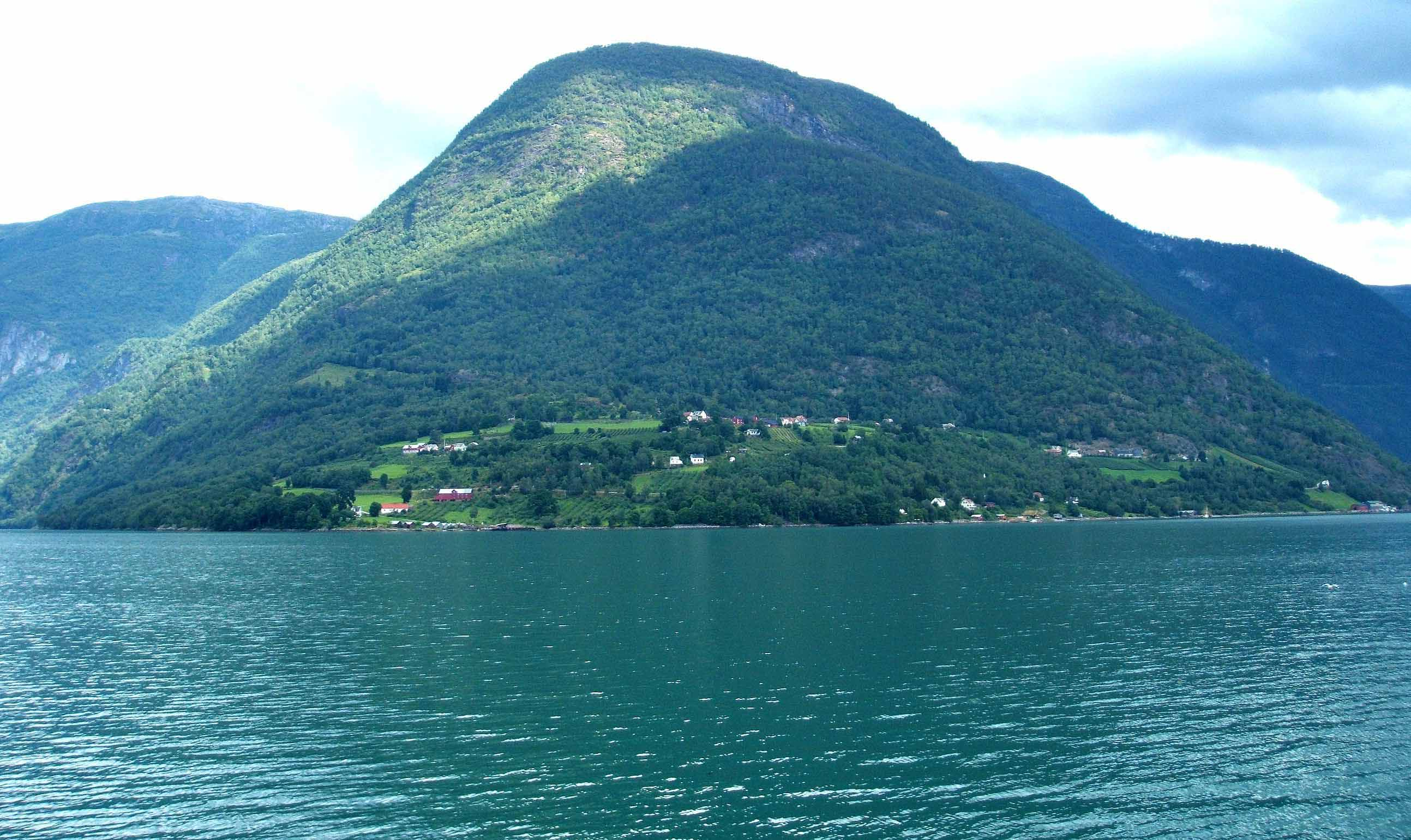
Urnes bij de Lustrafjord
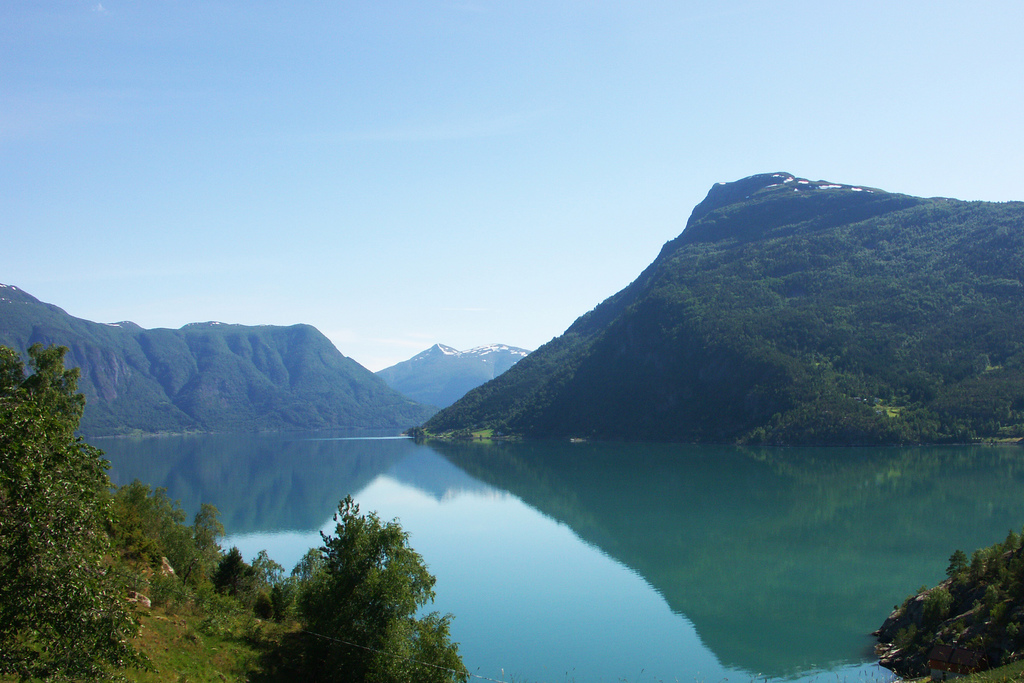
De Lustrafjord